# Réserve de faune de Ouadi Rimé-Ouadi Achim
La réserve de faune de Ouadi Rimé-Ouadi Achim est une réserve de faune située au Tchad. Elle a été créée le 10 mai 1969 par décret N°135/PR/EFPC/PNR.
Une partie de la réserve constitue le lieu de la découverte du squelette Toumaï.
C'est également une zone importante pour la conservation des oiseaux.

## Réintroduction d'espèces
En 2016 ont eu lieu les premières reintroductions d'oryx algazelles,.
En 2019, des oryx et des addax provenant d'Abou Dhabi ont fait l'objet d'une réintroduction dans la réserve.